# Fajr-3
Il missile di progettazione iraniana Fajr-3, è un razzo di artiglieria terra-terra, trasportato da batterie di lanciarazzi multiplo mobili (12 razzi), a propellente solido, di breve gittata (45–50 km), dotato di testata esplosiva convenzionale (HE) di potenza media (45 kg).

## Introduzione
Il progetto di missili di artiglieria terra-terra Fajr (alba, in arabo) inizia in Iran nel 1990 ispirandosi alla tecnologia sovietica di cui lo stato persiano si dotava a quel tempo (sostanzialmente, il Grad), sulla decisione da parte degli ambienti militari di iniziare la produzione bellica in proprio.
Possiamo definire il Fajr come un "Katjushya di terza generazione", per gli evidenti legami tra questi due missili di artiglieria (per dare un esempio, il Grad è invece di seconda generazione).

## Caratteristiche
Sostanzialmente un altro razzo di artiglieria dalle caratteristiche simili al Grad ma di maggiori dimensioni: 5,2 metri, 240 mm contro 122 il Fajr-3 è un razzo da artiglieria più temibile di quelli a corto raggio a fronte anche di una testata maggiore (45 kg).
Queste armi sono di produzione autoctona esclusiva iraniana e possono raggiungere un raggio teorico di 45 km, ovvero molto più esteso del suo precedente sovietico.
La testata è convenzionale e sembra che non sia stato pianificato altro tipo di soluzione (chimica, bomba sporca).
Questo razzo di artiglieria è stato esportato anche in Siria e ha raggiunto il Libano e il movimento di resistenza  Hezbollah nei primi anni Duemila, da quando la collaborazione siriana-iraniana si è fatta più forte e tecnici specializzati iraniani sono presenti nel territorio libanese.

## Utilizzi recenti
Il suo utilizzo contro postazioni civili israeliane, iniziato pochi giorni dopo a causa dello scarseggiare di Grad e del ripiegamento delle forze terroriste a nord è stato finora fallimentare per lo scarso numero lanciato e per l'efficienza generale del razzo, che rivela tutti i difetti del "padre" sovietico: è scarsamente preciso, dalla portata e dal danno limitato a scopi logistici.
La disponibilità di questo tipo di armi da parte libanese dovrebbe essere limitata a qualche centinaio di unità.